# هليلتوشزا دي لوس مونتس
بلدية هليلتوشزا دي لوس مونتس (بالإسبانية: Helechosa de los Montes)‏, هي إحدى بلديات مقاطعة بطليوس, التي تقع في منطقة إكستريمادورا, والتي تقع في غرب إسبانيا.
يبلغ عدد سكانها 764 نسمة وفقاً لإحصائية سنة (2002).